# Maria Vencelj Maggi
Maria Vencelj Maggi (23 de dezembro de 1905 – 8 de outubro de 2016) foi uma supercentenária eslovena-italiana.

## Biografia
Maria nasceu em 23 de dezembro de 1905 em uma pequena aldeia chamada Strmec na Predelu, perto de Bovec, na atual Eslovênia (que fazia parte do Império Austro-Húngaro no momento do nascimento), a filha de Franc e Marija Vencelj. Pouco depois, a família mudou-se para a aldeia próxima de Log pod Mangartom, onde passou seus anos de infância.
Depois de terminar a escola, ela encontrou um emprego em Idrija e mais tarde em Trieste e Milão na Itália, onde conheceu seu marido, Alessandro Maggi. Mais tarde, abriram um café em Milão. O casal teve um filho chamado, Elio Maggi.
Após a Segunda Guerra Mundial, quando ela já era viúva, seu filho recebeu uma oferta de emprego de Madonna di Campiglio e se mudou para lá. Logo depois, Maria também decidiu deixar Milão e se mudou para Madonna di Campiglio para se aproximar de seu filho e sua família. Desde 2006, ela morava em um lar de idosos em Pinzolo.
Em novembro de 2000, a aldeia de sua infância, Log pod Mangartom, foi fortemente afetada pela avalanche. Muitas casas foram destruídas e, infelizmente, sete pessoas foram mortas. Sua irmã mais velha, Elizabeta Vencelj Cernuta foi a mais velha entre as sete vítimas. Pouco depois da morte de Elizabeta, Maria visitou a Eslovênia e não esteve lá desde então.
Maria Vencelj Maggi morreu em Pinzolo, Trentino-Alto Ádige, Itália, em 8 de outubro de 2016 aos 110 anos aos 290 dias. Ela foi a segunda supercentenária eslovena depois de Katarina Marinič.